# Scanners
Scanners es una película canadiense de 1981, del género ciencia ficción, suspenso y terror, escrita y dirigida por David Cronenberg. Protagonizada por Stephen Lack y Michael Ironside en los papeles principales la trama aborda los intentos de una corporación de utilizar a personas con capacidades telepáticas y telequinéticas para sus propios fines. Fue la película con mejor aceptación comercial del director hasta ese momento lo que propició que se hicieran cuatro películas más en las que no participó de manera directa.
La cinta obtuvo 9 nominaciones y 3 premios entre los que se incluyen dos Premios Saturn (1981) al Mejor filme internacional y al Mejor maquillaje y un premio Fantasporto (1983) al Mejor filme fantásico internacional.

## Argumento
Los scanners son personas con poderosas habilidades telepáticas. Son el resultado de la aplicación de un medicamento a sus madres durante el período de gestación para aliviar sus malestares. Cameron Vale (Stephen Lack), es un scanner capturado por dos guardias de la empresa ConSec, dedicada al armamento y a los sistemas de seguridad, tras usar sus habilidades para provocarle convulsiones a una mujer que lo trata con desprecio en un centro comercial.
En la sede de ConSec, durante una exhibición, un scanner es asesinado en una conferencia de prensa por otro scanner, Darryl Revok (Michael Ironside). Es capturado pero logra escapar después de matar a otras cinco víctimas con sus poderes mentales. Entonces se desvela que ConSec desea explotar los poderes de los scanners para su beneficio. El Doctor Paul Ruth (Patrick McGoohan) es el jefe de la sección Scanner de la empresa.
Tras el suceso ocurrido con Revok Ruth decide infiltrarse y desarticular lo que parece ser una organización oculta de scanners. Para ello selecciona a Cameron Vale (Stephen Lack), un scanner vagabundo que vive en la calle, quien tras convertirlo y persuadido enviarlo en busca de Revok. Utilizando sus poderes telepáticos Vale intentará que otros scanners ocultos se autoinyecten una droga llamada Ephemerol cuyo efecto es limitar sus poderes telepáticos. 
La única pista que tiene Vale es el nombre de Benjamin Pierce (Robert A. Silverman), un artista que había tratado de asesinar a su familia durante su infancia, ya que es un scanner que vive aislado del mundo exterior. Al mismo tiempo, un nuevo ejecutivo de la compañía, Braedon Keller (Lawrence Dane) se incorpora a ConSec para proseguir con el proyecto de manipular a los scanners, en forma oculta, en oposición al plan inicial de limitar sus poderes.
Cameron Vale, convertido ahora en un agente al servicio de ConSec, parte en busca de Benjamin Pierce y tras visitar una exposición de pinturas de él, logra su dirección y descubre que el artista vive aislado del mundo. Mientras tanto Revok, el más peligroso de los scanners, escapa de los laboratorios de ConSec con la intención de eliminar a todos los scanners que no se le unan. Envía a cuatro asesinos para que eliminen a Pierce en su taller de pintura, cosa que logran, pero son a su vez neutralizados por los poderes mentales de Cameron Vale, que cada día se fortalecen más. 
Con Benjamin Pierce agonizando, Cameron Vale logra infiltrar su cerebro en el de Pierce logrando la información que necesita para encontrar al resto de scanners ocultos. De este modo conoce a Kim Obrist (Jennifer O'Neill) quien, junto a otros dos scanners, han unido sus poderes telepáticos formando una comunidad telepática logrando expandir sus habilidades a nuevos niveles. Los asesinos enviados por Revok logran sorprenderlos y todos, excepto Vale y Obrist, son asesinados mientras están en trance y conectados mentalmente. Finalmente los asesinos son eliminados por los poderes de Kim Obrist tras descubrir que pueden compartir sus habilidades entre sí aumentando sus poderes mentales. 
Vale sospecha que la empresa ConSec tiene otros planes para los scanners y logra infiltrarse con su mente en un programa de Darryl Revok llamado Programa Ripe, logrando unir su mente a las computadoras, de la misma forma como lo hacían con los otros scanners y descubre que existe una partida de la droga Ephemerol oculta, destinada a los scanners.
Obrist y Valen regresan a ConSec para informar al doctor Paul Ruth. Una vez allí y descubren que el nuevo ejecutivo, CEO de la empresa, Brandon Keller, es un traidor bajo la influencia mental de Revok, que lo tiene dominado mentalmente y con quien ejerce un control a distancia. Keller asesina al doctor Ruth por órdenes de Darryl Revok. Obrist y Valen logran huir y este último consigue infiltrarse nuevamente los ordenadores del Programa Ripe. Keller decide entonces eliminar a Vale aprovechando la siguiente ocasión en que se conecte al Programa Ripe y ordena a sus ingenieros que programen la autodestrucción cuando ello ocurra para tratar de destruir su mente. El plan sin embargo falla y las instalaciones de ConSec explotan, matando a Keller, porque los poderes mentales de Vale están en progresión y aumentan cada día que pasa.
Valen y Obrist deciden visitar el consultor del doctor Frane ya que el facultativo había sido quien prescrito, tiempo atrás, el Ephemerol a madres embarazadas. Allí Obrist descubre que una de las criaturas en gestación logra infiltrarse en su mente. Cuando abandonan el consultorio ambos son nuevamente atacados por los asesinos de Revok, esta vez con dardos tranquilizadores disparados a distancia, para evitar quedar expuestos a sus poderes mentales. 
Vale despierta en la oficina de Revok. Éste intenta convencerlo de unirse a él, contándole su verdad sobre los scanners y su historia, indicándole que ellos son hermanos, que los trataron de manipular y ahora van a matarlos, y de la necesidad de usar el Ephemerol para crear un ejército de scanners en el mundo. Vale rechaza sus argumentos y desconfía de sus intenciones dando lugar a una violenta pelea entre ambos a través de los poderes mentales de cada uno.
Tras pasarse el efecto de los dardos tranquilizadores Obrist despierta para descubrir que Vale y Rebok se han destruido mutuamente mediante incineración, en una lucha con sus poderes mentales, pero siente la presencia mental de Vale y lo llama. Se aproxima donde estaba su chaqueta quemada y bajo ella descubre el cuerpo incinerado de Cameron Vale. Sin embargo Vale había logrado infiltrarse en la mente y cuerpo de Revok antes de la incineración, como lo hacía con los otros scanners ocultos, logrando intercambiar las mentes y los cuerpos superando los poderes mentales de Revok. Kim logra escuchar unas últimas palabras de Vale, "Hemos vencido", en labios de Darryl Revok. Pero queda en el aire la duda de si eso ha sido así efectivamente.

## Reparto
- Stephen Lack - Cameron Vale
- Michael Ironside - Darryl Revok
- Jennifer O'Neill - Kim Obrist
- Patrick McGoohan - Dr. Paul Ruth
- Lawrence Dane - Brandon Keller
- Robert A. Silverman - Benjamin Pierce
- Fred Doederlein - Dieter Tautz
- Géza Kovács - Asesino en el registro de la tienda
- Jerome Tiberghien - Asesino en el ático
- Sony Forbes - Asesino en el ático
- Louis Del Grande - ConSec Scanner
- Denis Lacroix - Asesino en el granero
- Mavor Moore - Trevellyan
- Murray Cruchley - Programador 1
- Adam Ludwig - Arno Crostic

## Secuelas
- Scanners II: The New Order (1991)[9]
- Scanners III: The Takeover (1992)[10]

- Scanner Cop (1994)[11]
- Scanners: The Showdown (1995)[12]